# Dzban (przysiółek)
Dzban – przysiółek w Polsce, położony w województwie mazowieckim, w powiecie żuromińskim, w gminie Siemiątkowo.
W latach 1975–1998 miejscowość administracyjnie należała do województwa ciechanowskiego.